# Warner Bros. Discovery
Warner Bros. Discovery, Inc. (WBD) es un conglomerado multinacional estadounidense de medios de comunicación y entretenimiento con sede en la Ciudad de Nueva York.
La empresa se formó mediante la fusión de WarnerMedia y Discovery, Inc. completada el 8 de abril de 2022. El nombre de la empresa es una combinación de la propiedad insignia de WarnerMedia, el estudio cinematográfico Warner Bros. y la cadena de televisión de pago Discovery Channel.

## Historia

### Inicio
El 16 de mayo de 2021, Bloomberg News informó de que AT&T estaba en conversaciones con Discovery, Inc. para que se fusionara con WarnerMedia, la empresa matriz de Warner Bros. para formar una empresa que cotizara en bolsa y que se repartiera entre sus accionistas.
El 17 de mayo de 2021, AT&T anunció que había acordado deshacerse de su participación en la filial de medios de comunicación y entretenimiento WarnerMedia (la antigua Time Warner, que AT&T adquirió en 2018 por algo más de 85.000 millones de dólares en un intento de convertirse en un conglomerado de medios de comunicación integrado verticalmente) y fusionarla con Discovery Inc. para formar una nueva empresa, que está sujeta a la aprobación de los reguladores. La fusión, cuya finalización está prevista para mediados de 2022, se estructurará como un Reverse Morris Trust, en el que los accionistas de AT&T tendrán una participación del 71% en las acciones de la nueva empresa y nombrarán a siete miembros del consejo de administración, y los accionistas de Discovery tendrán una participación del 29% y nombrarán a seis miembros del consejo. AT&T recibirá 43.000 millones de dólares en efectivo y deuda de la escisión.
La nueva empresa estará dirigida por el actual consejero delegado de Discovery, David Zaslav, mientras que el puesto del consejero delegado de WarnerMedia, Jason Kilar, es incierto. Zaslav declaró que las dos empresas gastan 20.000 millones de dólares anuales en contenidos (superando a Disney, Netflix y Amazon.com). El objetivo de la empresa será ampliar sus servicios de streaming, entre los que se encuentra HBO Max de WarnerMedia, para alcanzar los 400 millones de suscriptores en todo el mundo.

### Formación

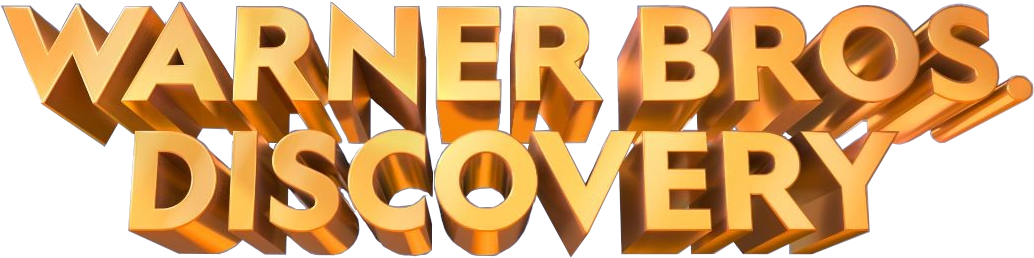
La marca inicial provisional de la empresa.

El 1 de junio de 2021, se anunció que la empresa fusionada se llamaría Warner Bros. Discovery, y se presentó una marca provisional con el eslogan «The stuff that dreams are made of» (El material del que están hechos los sueños), una frase de la película de Warner Bros. de 1941, El halcón maltés. Zaslav explicó que la empresa pretendía ser el «lugar más innovador, emocionante y divertido para contar historias en el mundo», y que combinaría el «legado centenario de Warner Bros. de narración creativa y auténtica y de asumir riesgos audaces para dar vida a las historias más increíbles» con la «integridad, innovación e inspiración» de Discovery.
El 22 de diciembre de 2021, la transacción fue aprobada por la Comisión Europea. El 5 de enero de 2022, The Wall Street Journal informó de que WarnerMedia y Paramount Global (en ese momento llamado ViacomCBS) estaban explorando una posible venta de una participación mayoritaria o de la totalidad de The CW, y que Nexstar Media Group (que se convirtió en el mayor grupo afiliado de The CW cuando adquirió al antiguo copropietario de WB, Tribune Broadcasting, en 2019) era considerado uno de los principales postores. La noticia llevó a especular que, en caso de que se produjera una venta, la nueva propiedad podría dirigir la cadena en una nueva dirección, transformando The CW de una cadena orientada a los adultos jóvenes en una que presentara más programación sin guiones e incluso noticias nacionales. Sin embargo, los informes también indicaban que WarnerMedia y Paramount Global (en ese momento llamado ViacomCBS) podrían incluir un compromiso contractual que obligaría a cualquier nuevo propietario a comprar nueva programación a esas empresas, lo que les permitiría obtener algunos ingresos continuos a través de la cadena. El presidente/director general de la cadena, Mark Pedowitz, confirmó las conversaciones sobre una posible venta en un memorando dirigido a los empleados de CW, pero añadió que «es demasiado pronto para especular sobre lo que podría ocurrir» y que la cadena «debe seguir haciendo lo que mejor sabe hacer».
El 26 de enero de 2022, el director general de AT&T, John Stankey, declaró que se esperaba que la fusión se cerrara en algún momento del segundo trimestre de 2022. El 1 de febrero de 2022, se informó de que AT&T había ultimado la estructura de la fusión: WarnerMedia se escindiría a prorrata de los accionistas de AT&T, y luego se fusionaría con Discovery Inc. para formar la nueva empresa. La transacción fue aprobada por el regulador antimonopolio brasileño Cade el 7 de febrero, seguido por el Departamento de Justicia de los Estados Unidos el 9 de febrero.
El 11 de marzo de 2022, la fusión fue aprobada por los accionistas de Discovery. Debido a la estructura de la fusión, esta no requiere la aprobación por separado de los accionistas de AT&T. En un documento presentado ante la SEC el 25 de marzo de 2022, AT&T declaró que la negociación de las acciones de WBD con las de AT&T comenzaría el 4 de abril de 2022, y que al día siguiente se emitiría un dividendo especial para dar a los accionistas de AT&T 0,24 acciones de WBD por cada acción ordinaria de AT&T que posean. La presentación no incluye una fecha específica de consumación.
La fusión se completó oficialmente el 8 de abril de 2022 y las acciones comenzaron a cotizar en el Nasdaq el 11 de abril. En ese momento, la compañía presentó su logotipo final, diseñado por Chermayeff & Geismar & Haviv, que presenta una interpretación del antiguo logotipo tipo escudo de Warner Bros.
La empresa fusionada mantuvo a varios altos ejecutivos de WarnerMedia, incluidos los directores de cine y televisión Toby Emmerich y Channing Dungey, y el director de contenido (CCO) de HBO y HBO Max, Casey Bloys. La mayoría de los puestos ejecutivos principales de la empresa están ocupados por sus homólogos de Discovery, incluidos Gunnar Wiedenfels como director financiero (CFO) de Warner Bros. Discovery, JB Perrette como presidente y director ejecutivo de streaming global y contenido interactivo, y la directora de marcas de estilo de vida de Discovery, Kathleen Finch, cuyo papel se ha ampliado para cubrir la mayoría de las cadenas lineales estadounidenses de la empresa fusionada, además de CNN (que fue adquirida por Chris Licht, en reemplazo del saliente Jeff Zucker), Magnolia Network (que reporta a Bloys, después de haber reportado previamente de forma directa a Zaslav bajo Discovery) y la unidad Turner Sports (que sería supervisada por la recién formada división Warner Bros. Discovery Sports).
En una conferencia introductoria que contó con la presencia de Oprah Winfrey, Zaslav afirmó que la empresa combinada necesitaría tener «una cultura» que «comience con que la gente se sienta segura, que las personas se sientan valoradas por lo que son», en oposición a lo que describió como una cultura de competencia interna entre los negocios de WarnerMedia. También esperaba que la «evitación de inversiones» a través de la consolidación de unidades de negocios redundantes (como el streaming) y personal sería una de las principales formas en que la compañía lograría sus prometidos 3000 millones de dólares en ahorros de costos. El 21 de abril de 2022, Licht y Perrette anunciaron el cierre del servicio de streaming de CNN, CNN+, que se había lanzado solo dos semanas antes de la finalización de la fusión; la nueva diregencia lo consideró incompatible con su objetivo de un servicio de streaming unificado para todas las propiedades de WBD.
En una llamada a inversores el 26 de abril (simultáneamente a los informes de ganancias del primer trimestre de Discovery Inc., el último antes de la fusión), Zaslav comparó los negocios de streaming de la compañía con los de Netflix (cuyas acciones experimentaron una caída después de una pérdida trimestral de suscriptores), describiendo a Warner Bros. Discovery como una «empresa mucho más equilibrada y competitiva» que «invertiría a escala de manera inteligente» y no «gastaría demasiado» en crecimiento y que sus negocios de streaming complementarían su televisión lineal. Afirmó que HBO Max tenía una «pérdida significativa de suscriptores» y que la fusión planificada con Discovery+ ayudaría a reducirla al ofrecer una gama más amplia de contenido. Se informó que la compañía también había suspendido el desarrollo de guiones en TBS y TNT, para evaluar sus estrategias de cara al futuro. Al día siguiente, Zaslav compró acciones de WBD por un valor aproximado de un millón de dólares estadounidenses.
El 11 de mayo de 2022, Warner Bros. Discovery eliminó varios puestos ejecutivos que habían quedado en manos de WarnerMedia, entre ellos el de director de Kids, Young Adults and Classics, Tom Ascheim, y el de director general de TBS, TNT y TruTV, Brett Weitz. Estas cadenas pasarían a estar supervisadas por Finch como director de U.S. Networks, mientras que los estudios de la división Kids, Young Adults and Classics (Warner Bros. Animation, Cartoon Network Studios y Williams Street) pasaron a estar bajo la dirección de Warner Bros. Television.Ese mismo día, la empresa anunció un acuerdo con la compañía de telecomunicaciones británica BT Group para que aporte sus canales BT Sport a una empresa conjunta 50/50 con sus canales británicos Eurosport, y eventualmente los fusione.
El 1 de junio de 2022, el director de Warner Bros. Pictures, Toby Emmerich, anunció que renunciaría y establecería un nuevo estudio, que será financiado y tendrá un acuerdo de distribución exclusivo de cinco años con Warner Bros. Pictures. Warner Bros. Pictures se dividió entonces en tres unidades de negocios con su propio liderazgo: los exejecutivos de MGM Michael De Luca y Pamela Abdy se convirtieron en copresidentes de Warner Bros. Pictures y New Line Cinema, y supervisaron temporalmente las unidades DC Films y el Warner Animation Group. Ocho días después, WBD nombró al exejecutivo de Discovery y Univision Luis Silberwasser como presidente de la división Sports.En julio de 2022, Alan Horn se reincorporó a Warner Bros. como consultor.
WBD presentó su informe de ganancias del segundo trimestre el 4 de agosto de 2022. Antes del informe, la compañía realizó múltiples recortes en HBO Max durante julio y principios de agosto, incluido el recorte del desarrollo de nueva programación en gran parte de Europa, desarrollo de programación infantil de acción en vivo, y películas que se transmiten directamente por streaming, lo que llevó a las notables cancelaciones de las películas casi terminadas Batgirl y Scoob! Holiday Haunt como deducciones fiscales el 3 de agosto, y las eliminaciones silenciosas de varias películas originales de HBO Max de la plataforma y sus próximos lanzamientos.
En el segundo trimestre de 2022, WBD registró 9800 millones de dólares estadounidenses en ingresos y una pérdida neta de 2200 millones de dólares pro forma, principalmente por gastos de integración y reestructuración. La empresa incurrió en amortizaciones por 825 millones de dólares por «deterioro de contenido y desarrollo».La empresa confirmó recortes en el desarrollo de programación infantil y abandonó la producción de películas directas para streaming mediante HBO Max, con Zaslav argumentando que carecían de valor económico e impacto en comparación con los estrenos en cines. WBD renovó sus contratos con Bloys y otros ejecutivos clave de HBO, y Zaslav elogió su desempeño como director de contenido. Zaslav afirmó que se estaba desarrollando un «plan de 10 años» para DC Films, inspirado en los de Marvel Studios, mientras que Perrette afirmó que la fusión planificada de Discovery+ y HBO Max se produciría en el verano de 2023 en Estados Unidos, y que seguirían otros mercados.
Posteriormente, HBO enfrentó una reorganización el 15 de agosto para desmantelar la mayoría de las unidades autónomas de HBO Max, con la jefa de comedia de HBO Max, Suzanna Makkos, ahora reportando a la jefa de comedia de HBO, Amy Gravitt, y despidos dentro de las unidades de entretenimiento familiar sin guion, de acción en vivo, producciones originales internacionales y casting de HBO Max, así como en la unidad de adquisiciones de HBO. HBO Max también continuó eliminando y cancelando parte de su programación original menos vista, particularmente series animadas y orientadas a la familia.
El 15 de agosto de 2022, Nexstar confirmó en otro informe del WSJ de junio que compraría una participación controladora del 75% en The CW; WBD y Paramount mantendrían cada uno una participación de propiedad del 12,5% en la cadena. Nexstar declaró que Mark Pedowitz seguiría siendo presidente y director ejecutivo del canal. WBD y Paramount seguirían produciendo contenido para The CW como principales proveedores de contenido de la cadena, pero Nexstar declaró que el acuerdo sería para la temporada de transmisión 2022-23 y se le dio «la opción de extender la asociación». Como la transacción no necesitó ninguna aprobación regulatoria (a diferencia de las «Cuatro Grandes» cadenas, The CW no posee ninguna de sus estaciones), Nexstar inmediatamente se hizo cargo de las operaciones de la cadena.
En septiembre de 2022, WBD se convirtió en objeto de una demanda colectiva propuesta por uno de sus accionistas, alegando que WarnerMedia estaba invirtiendo demasiado en contenido de streaming «sin preocuparse lo suficiente por el retorno de la inversión», y había exagerado el número de suscriptores de HBO Max en al menos 10 millones al contar las suscripciones inactivas incluidas en los servicios de AT&T, engañando así a los inversores en violación de la Ley de Valores. También alegó que los ejecutivos de Discovery no advirtieron a los inversores de que el prospecto de WarnerMedia contenía declaraciones engañosas.
El 28 de septiembre, durante una conferencia de la empresa, Zaslav abordó las especulaciones de que WBD estaba buscando una posible venta a partir de 2024, afirmando que «no estaban en absoluto a la venta» y que «tenemos todo lo que necesitamos para tener éxito». El 11 de octubre, Warner Bros. Television Group despidió a 82 empleados y eliminó 43 puestos vacantes como parte de una reestructuración que afecta principalmente a sus unidades de animación y sin guion. La reestructuración supuso la consolidación de las operaciones creativas de Warner Horizon y Telepictures, y la consolidación de los equipos de desarrollo y producción de Cartoon Network Studios y Warner Bros. Animation (los dos estudios siguieron siendo sellos separados con su propia producción distintiva).
El 3 de octubre de 2022, Nexstar cerró su acuerdo para adquirir una participación mayoritaria en The CW. Mark Pedowitz renunció a su puesto como presidente y director ejecutivo de la cadena, y posteriormente Dennis Miller asumió el cargo de presidente de esta.
En octubre de 2022, se anunció que el cineasta James Gunn y el productor Peter Safran serían codirectores ejecutivos y copresidentes de DC Films, que en adelante pasaría a llamarse DC Studios. El dúo firmó un acuerdo de cuatro años en el que supervisará la producción de películas, así como contenido de televisión y animación bajo el sello DC. El par de copresidentes reportará directamente a Zaslav, y también trabajará junto con otros miembros del estudio, pero de forma independiente. Gunn supervisará el desarrollo creativo de los proyectos de DC, mientras que Safran supervisará el aspecto comercial. Durante un informe de ganancias de noviembre de 2022, se anunció que el lanzamiento del servicio de streaming de WBD se había adelantado para la primavera de 2023. Max se presentó el 12 de abril de 2023. En diciembre de 2022, CNN anunció recortes y una reorganización para priorizar sus operaciones «principales», lo que resultó en que el canal hermano HLN pasara a estar bajo los auspicios de Investigation Discovery y abandonara su programación original de noticias en vivo restante.

### Rotación y recortes de personal (2023-2024)
En enero de 2023, WBD anunció acuerdos de licencia con los servicios gratuitos de streaming de televisión con publicidad (FAST) The Roku Channel y Tubi de Fox Corporation, que incluyen contenido de biblioteca de Discovery, TLC, HGTV, Food Network, Warner Bros. Pictures, Warner Bros. Television y HBO (incluidas algunas de las series que se retiraron de HBO Max anteriormente).
El 8 de febrero de 2023, The Wall Street Journal informó que WBD había modificado sus planes de fusionar Discovery+ con HBO Max, y que el sucesor de HBO Max incluiría «la mayoría» del contenido de Discovery, mientras que Discovery+ seguiría operando para conservar su base de suscriptores y ofrecer una opción alternativa para los clientes que no estén interesados en el servicio unificado de mayor precio. El 24 de febrero, el CEO de WBD, David Zaslav, confirmó el cambio de planes durante una conferencia sobre ganancias y dijo que Discovery+ tiene «suscriptores rentables que están muy contentos con la oferta de productos».
A principios de junio de 2023, Chris Licht fue despedido de CNN. El 20 de junio de 2023, WBD sufrió una ronda de despidos que afectó a alrededor de 100 empleados de la división U.S. Networks, entre los que se encontraban varios ejecutivos de Turner Classic Movies (TCM), como Pola Changnon (que había estado en Turner durante más de 25 años). WBD anunció sus planes de poner el canal bajo la dirección de Michael Ouweleen, director de Cartoon Network. También se informó que WBD estaba preparando un acuerdo para vender la mitad del catálogo de música publicada de Warner Bros. Entertainment (que consiste principalmente en música compuesta para sus películas y series de televisión, y actualmente está siendo administrado por el Universal Music Publishing Group) por alrededor de 500 millones de dólares. En medio de las preocupaciones sobre el futuro de TCM, Martin Scorsese, Steven Spielberg y Paul Thomas Anderson se reunieron con Zaslav, y el 23 de junio se anunció que el canal pasaría a estar bajo la dirección de los líderes del Warner Bros. Pictures Group, Michael De Luca y Pamela Abdy, quienes afirmaron la importancia cultural de TCM y se comprometieron a mantener su programación «intacta y protegida».
En diciembre de 2023, Warner Bros. Discovery anunció la compra de la plataforma de streaming turca BluTV, con operaciones en la región MENA. El 16 de febrero de 2024, RedBird Capital Partners (a través de su sociedad RedBird IMI, respaldada por los Emiratos Árabes Unidos) anunció su intención de adquirir All3Media, una empresa conjunta de WBD con Liberty Global, por 1.15 mil millones de libras esterlinas.La adquisición se completó el 16 de mayo de 2024. WBD había anunciado previamente su intención de vender su participación en la empresa a la emisora británica ITV plc, pero la compañía declinó.
En abril de 2024, Warner Bros. Discovery New Zealand anunció que cerraría su departamento de noticias Newshub (que producía boletines para su canal gratuito Three) en julio de 2024, citando la disminución de los ingresos por publicidad local. Newshub sería reemplazado por una asociación con la compañía de medios local Stuff, que lanzó un noticiero vespertino bajo el nombre de ThreeNews utilizando los recursos y el antiguo personal de Newshub. En julio de 2024, el director ejecutivo de CNN, Mark Thompson, anunció que 100 empleados serían despedidos como parte de una estrategia más amplia para consolidar e integrar sus operaciones digitales y de televisión. Una semana después, un número menor de empleados de WBD en Max y en las secciones «producción», «asuntos comerciales» y «finanzas» también fueron despedidos.
El 18 de julio de 2024, el Financial Times informó que Zaslav y los ejecutivos de WBD habían estado discutiendo la posibilidad de dividir la empresa, para que los canales de televisión lineal no rentables de WBD pudieran separarse del negocio de estudios más rentables de Warner Bros. y Max. El 24 de julio de 2024, la NBA anunció oficialmente sus nuevos acuerdos de derechos de transmisión con Disney (ESPN y ABC), NBCUniversal (NBC y Peacock) y Amazon Prime Video a partir de la temporada 2025-26, poniendo fin a una asociación de casi 36 años entre la NBA y TNT. WBD había intentado invocar una condición en su contrato que le permitía igualar las ofertas de sus competidores (la empresa, en particular, tenía como objetivo el paquete vendido a Amazon), pero la liga argumentó que no igualaba lo suficiente la oferta de Amazon. WBD amenazó con emprender acciones legales por el acuerdo, alegando que la NBA había «malinterpretado gravemente nuestros derechos contractuales».
En agosto de 2024, WBD informó que había perdido 10 mil millones de dólares en el segundo trimestre de 2024, relacionados con las continuas pérdidas de su segmento directo al consumidor y la devaluación de sus activos de televisión lineal.
En noviembre de 2024, WBD acordó un acuerdo legal con la NBA, el cual incluía el acceso a los resúmenes de la NBA sin costo adicional mediante Bleacher Report y House of Highlights y permitía a la empresa, bajo su división TNT Sports, continuar operando NBA TV y NBA.com para la liga. El trato también incluía los derechos de juegos en vivo para territorios internacionales selectos, pero ninguno a nivel nacional. En un acuerdo separado con Disney, WBD acordó sublicenciar su programa de estudio de la NBA Inside the NBA a ESPN y ABC a cambio de que ESPN sublicenciara los juegos de fútbol americano y baloncesto universitarios de la Big 12 Conference a TNT Sports.

### Propuesta de separación de empresas entre Warner Bros. y Discovery Global (2025-presente)
El 12 de diciembre de 2024, WBD anunció planes para reorganizar sus estudios, redes y divisiones directas al consumidor/de streaming a mediados de 2025. Estos negocios se reorganizarán en dos unidades: «Streaming & Studios», que incluirán a Warner Bros., HBO y Max, y «Global Linear Networks». Zaslav afirmó que la nueva estructura permitiría una mayor flexibilidad y «posibles oportunidades estratégicas futuras».  También aislará las cadenas de cable en declive de WBD de sus empresas más rentables de estudio y directas al consumidor.
El 24 de marzo de 2025, WBD anunció que compraría una participación minoritaria del 30% en OSN Streaming Limited, con sede en Dubái, por 57 millones de dólares.
El 8 de mayo de 2025, David Faber de la CNBC informó que WBD estaba «avanzando hacia» la posibilidad de convertir su división Global Lineal Networks en una compañía independiente, siguiendo el ejemplo de la empresa derivada Versant de NBCUniversal.  WBD confirmó los planes el 9 de junio de 2025, anunciando la intención de dividirse en compañías separadas que coticen en bolsa denominadas «Streaming & Studios» y «Global Networks» a mediados de 2026, que serán dirigidas por Zaslav y Wiedenfels respectivamente; «Streaming & Studios» sería conformada de todos los estudios de cine y televisión como Warner Bros. Television, Warner Bros. Motion Picture Group, DC Studios, la marca HBO, el servicio de streaming HBO Max y las divisiones internacionales de TNT Sports, mientras que la empresa «Global Networks» consistiría en gran medida en las operaciones de televisión y difusión lineales heredadas de WBD, entre ellas las cadenas de cable como CNN y Discovery, las operaciones de TNT Sports de los Estados Unidos, las canales gratuitos en Europa, Eurosport y la plataforma Discovery+. «Streaming & Studios» mantendrá un 20% de participación en «Global Networks» y Zaslav declaró que «al operar como dos empresas distintas y optimizadas en el futuro, estamos potenciando a estas marcas icónicas con el enfoque más preciso y la flexibilidad estratégica que necesitan para competir de manera más efectiva en el cambiante panorama mediático actual».
El 28 de julio de 2025, se anunció que la compañía Streaming and Studios se conocería como Warner Bros., mientras que la empresa Linear Networks tendría como nombre Discovery Global.

## Activos
Divisiones de Warner Bros. Discovery y algunos de sus principales activos
- Warner Bros. Entertainment
  - Alloy Entertainment
  - Cartoon Network Studios
  - Castle Rock Entertainment
  - Hanna-Barbera Studios Europe
  - IStreamPlanet
  - LTS Garðbær Studios
  - New Line Cinema
  - Telepictures
  - The CW (12.5%)
  - Wolper Organization
  - Turner Entertainment Co.
  - Warner Bros. Pictures Animation
  - Warner Bros. Pictures
  - Warner Bros. Television Studios
  - Warner Bros. Animation
  - WaterTower Music
  - Williams Street
  - All3Media (50%)

- Home Box Office, Inc.
  - Cinemax
  - HBO

- CNN Global
  - CNN
  - HLN

- DC Entertainment
  - DC Comics
  - Mad

- Warner Bros. Discovery Networks 
  - Cartoon Network
  - Adult Swim
  - Boomerang
  - TBS
  - TNT
  - TruTV
  - Turner Classic Movies
  - American Heroes Channel
  - Animal Planet
  - Cooking Channel (69%)
  - Destination America
  - Discovery Channel
  - Discovery Familia
  - Discovery Family (60%)
  - Discovery Life
  - Food Network (69%)
  - HGTV
  - Hogar de HGTV
  - Investigation Discovery
  - Oprah Winfrey Network (95%)
  - Science Channel
  - TLC
  - Travel Channel
  - Magnolia Network

- TNT Sports
  - Bleacher Report
  - Turner Sports
  - Golf Digest
  - GolfTV
  - Motor Trend Group

- Warner Bros. Discovery Global Streaming & Interactive Entertainment 
  - Avalanche Software
  - HBO Max
  - Monolith Productions
  - NetherRealm Studios
  - Otter Media
  - Portkey Games
  - Rocksteady Studios
  - TT Games
  - Warner Bros. Games
  - Discovery+
  - Philo (empresa conjunta)

- Warner Bros. Discovery Global Brands and Experiences
  - Studio Distribution Services

- Warner Bros. Discovery International
  - Boing
  - Cartoonito
  - HTV
  - Oh!K
  - Pogo
  - Space
  - Tooncast
  - TNT Sports (Argentina)
  - TNT Sports (Brasil)
  - TNT Sports (Chile)
  - TNT Sports (México)
  - TNT Sports (Reino Unido)
  - TNT Series
  - Warner Channel
  - Warner TV
  - WarnerTV Comedy
  - WarnerTV Film
  - WarnerTV Serie
  - World Heritage Channel
  - Asian Food Network
  - Bravo (Nueva Zelanda)
  - Discovery Home & Health
  - Discovery Kids India
  - Discovery Kids Latin America
  - Discovery Turbo
  - DMAX
  - DTX
  - Eden
  - Eurosport
  - Fatafeat
  - Frisbee
  - K2
  - Nove
  - Living
  - Quest
  - Really
  - Rush
  - Discovery Science
  - Tele 5
  - Three
  - TVN Group

## Liderazgo
| Consejo de Administración - Samuel A. DiPiazza, Jr. (presidente) - Robert Bennett - Li Haslett Chen - Richard Fisher - Paul Gould - Debra L. Lee - John Malone - Fazal Merchant - Steven Miron - Steven Newhouse - Paula Price - Geoffrey Yang - David Zaslav | Ejecutivos - David Zaslav, director general - Gunnar Wiedenfels, Director Financiero - Toby Emmerich, Presidente, Warner Bros. Pictures Group - Channing Dungey, Presidenta, Warner Bros. Television Group - Kathleen Finch, Presidenta y Directora de Contenidos, US Networks Group - Tom Ascheim, Presidente de Warner Bros. Global Kids, Young Adults and Classics - JB Perrette, director general y presidente de Warner Bros. Discovery Global Streaming and Interactive Entertainment - Gerhard Zeiler, Presidente de Warner Bros. Discovery International - Casey Bloys, director de contenidos de HBO y HBO Max - Chris Licht, Presidente y director general de CNN Global |